# Clive Bircham
Walter Clive Bircham (sinh ngày 7 tháng 9 năm 1939) là một cầu thủ bóng đá người Anh thi đấu ở vị trí tiền vệ chạy cánh cho Sunderland.